# Ronde van Italië 2021/Achttiende etappe
De achttiende etappe van de Ronde van Italië 2021 werd verreden op 27 mei van Rovereto naar Stradella. Het betrof een etappe over 231 kilometer; de langste van deze Ronde. De vlucht kreeg alle ruimte om voor de etappezege te gaan. In de een lastige finale ging Alberto Bettiol er met de etappezege ervandoor. Het peloton met rozetruidrager Egan Bernal hield zich rustig met oog op de laatste zware bergetappes en finishte op ruim drieëntwintig minuten.
| Rovereto – Stradella (231,0 km) |                     |                                    |          |
| Plaats                          | Naam                | Ploeg                              | Tijd     |
| 1                               | Alberto Bettiol     | EF Education-Nippo                 | 5u14'44" |
| 2                               | Simone Consonni     | Cofidis                            | + 17"    |
| 3                               | Nicolas Roche       | Team DSM                           | z.t.     |
| 4                               | Nikias Arndt        | Team DSM                           | z.t.     |
| 5                               | Diego Ulissi        | UAE Team Emirates                  | z.t.     |
| 6                               | Samuele Battistella | Astana-Premier Tech                | z.t.     |
| 7                               | Filippo Zana        | Bardiani-CSF-Faizanè               | z.t.     |
| 8                               | Natnael Tesfatsion  | Androni Giocattoli-Sidermec        | z.t.     |
| 9                               | Rémi Cavagna        | Deceuninck–Quick-Step              | + 24"    |
| 10                              | Jacopo Mosca        | Trek-Segafredo                     | + 1'12"  |
|                                 |                     |                                    |          |
| 19                              | Gianni Vermeersch   | Alpecin-Fenix                      | + 3'50"  |
| 23                              | Wesley Kreder       | Intermarché-Wanty-Gobert Matériaux | + 10'29" |

| Algemeen klassement |                  |                        |           |
| Plaats              | Naam             | Ploeg                  | Tijd      |
| Roze trui           | Egan Bernal      | INEOS Grenadiers       | 77u10'18" |
| 2                   | Damiano Caruso   | Bahrain-Victorious     | + 2'21"   |
| 3                   | Simon Yates      | Team BikeExchange      | + 3'23"   |
| 4                   | Aleksandr Vlasov | Astana-Premier Tech    | + 6'03"   |
| 5                   | Hugh Carthy      | EF Education-Nippo     | + 6'09"   |
| 6                   | Romain Bardet    | Team DSM               | + 6'31"   |
| 7                   | Daniel Martínez  | INEOS Grenadiers       | + 7'17"   |
| 8                   | João Almeida     | Deceuninck–Quick-Step  | + 8'45"   |
| 9                   | Tobias Foss      | Team Jumbo-Visma       | + 9'18"   |
| 10                  | Daniel Martin    | Israel Start-Up Nation | + 13'37"  |
|                     |                  |                        |           |
| 13                  | Koen Bouwman     | Team Jumbo-Visma       | + 27'43"  |
| 19                  | Louis Vervaeke   | Alpecin-Fenix          | + 42'01"  |

## Opgaves
- Giulio Ciccone (Trek-Segafredo): niet gestart vanwege de gevolgen van een valpartij
- Remco Evenepoel (Deceuninck–Quick-Step): niet gestart
- Nick Schultz (Team BikeExchange): niet gestart vanwege een breuk in zijn linkerhand

1e etappe ·
2e etappe ·
3e etappe ·
4e etappe ·
5e etappe ·
6e etappe ·
7e etappe ·
8e etappe ·
9e etappe ·
10e etappe ·
11e etappe ·
12e etappe ·
13e etappe ·
14e etappe ·
15e etappe ·
16e etappe ·
17e etappe ·
18e etappe ·
19e etappe ·
20e etappe ·
21e etappe
Startlijst · Eindstanden · Afbeeldingen